# Kreuzwelse
Die Kreuzwelse (Ariidae), auch Meerwelse oder Maulbrüterwelse genannt leben mit über 150 Arten in fast 25 Gattungen einzeln oder in Schwärmen an den Küsten subtropischer und tropischer Meere. Ihren Namen haben sie von einer kruzifixförmigen Knochenplatte auf ihrem Schädel, die von der Gegenseite an einen Mönch mit ausgestreckten Armen erinnert. Die bekannteste Art ist wohl der 35 – 45 cm groß werdende Westamerikanische Kreuzwels, ein Brackwasserfisch der häufig als sog. „Mini-Hai“ im Zoofachhandel erhältlich ist.

## Verbreitung
Kreuzwelse kommen küstennah vor allem im Meer vor. im westlichen Atlantik reicht das Verbreitungsgebiet von Cape Cod bis fast zur Magellanstraße, im östlichen von der Straße von Gibraltar bis zum Kap der Guten Hoffnung. Außerdem bewohnen sie die Küsten des Indischen Ozean, das Rote Meer und den Westpazifik von der Küste Queenslands, über den Malaiischen Archipel bis nach Taiwan. Im östlichen Pazifik reicht ihr Verbreitungsgebiet nur von der Küste Perus bis zur Halbinsel Baja California.
Viele Arten gehen auch in Brack- und Süßwasser, wenige leben nur im Süßwasser. Drei Viertel der Arten, hauptsächlich aus der Gattung Arius leben im Indopazifik und an den Küsten Australiens. Ein Viertel der Arten lebt im westlichen Atlantik.

## Merkmale
Die Tiere werden 15 Zentimeter bis 1,50 Meter lang. Sie sind von schlanker, manchmal hochrückiger Gestalt und schuppenlos. Oben sind sie meist graublau oder bräunlich, unten weißlich. Kopf und Maul sind abgeplattet und abgerundet. Der Kopf wird durch einen Knochenschild geschützt, den man bei einigen Arten durch die dünne Haut sehen kann. Knochenschilde finden sich auch am Beginn der Rückenflosse. Die Zähne in den Kiefern und auf dem Gaumen sind klein und konisch. Manchmal sind Mahlzähne vorhanden. Normalerweise haben sie 3 Paare, selten auch 2 Paare Barteln, sie können aber auch ganz fehlen. Nasalbarteln fehlen stets.
Rückenflosse und Brustflosse haben einen gesägten Stachelstrahl, der eine Giftdrüse trägt. Verletzungen sollen schon tödlich verlaufen sein. Die Afterflosse hat 14 bis 40 Weichstrahlen. Die Schwanzflosse ist tief gegabelt. Eine Fettflosse ist vorhanden, die Seitenlinie vollständig.

## Lebensweise
Kreuzwelse leben einzeln oder in Schwärmen. Sie sind Maulbrüter. Das Männchen trägt die wenigen, großen Eier bis zum Schlupf der Jungfische im Maul mit sich herum.

## Systematik
Die Kreuzwelse lassen sich in drei Unterfamilien unterteilen, von denen zwei monotypisch ist, also nur aus einer Gattung bestehen. Bei der dritten, der artenreichen Unterfamilie Ariinae, bilden die Gattungen und Arten der Neuen Welt und die der Alten Welt zwei monophyletische Kladen. In letzterer lassen sich wiederum drei indopazifische (Gattungen Brustiarius, Netuma und Plicofollis), eine westafrikanische (Carlarius), eine indisch-südostasiatische und eine australasiatische Klade unterscheiden. Schwestergruppe der Kreuzwelse sind die madagassischen Anchariidae mit denen sie die Überfamilie Arioidea bilden.
- Unterfamilie GaleichthyinaeGaleichthys feliceps

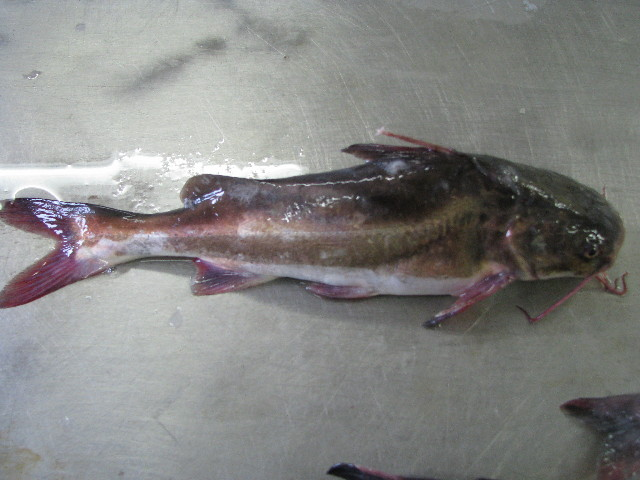
Galeichthys feliceps

  - Galeichthys Valenciennes in Cuvier & Valenciennes, 1840.
    - Galeichthys ater (Castelnau, 1861)
    - Galeichthys feliceps (Valenciennes, 1840)
    - Galeichthys peruvianus (Lütken, 1874)
    - Galeichthys stanneus (Richardson, 1846)
- Unterfamilie Bagreinae
  - Bagre Cloquet, 1816.
    - Bagre bagre (Linnaeus, 1766)
    - Bagre filamentosus Swainson, 1839
    - Bagre marinus (Mitchill, 1815)
    - Bagre panamensis (Gill, 1863)
    - Bagre pinnimaculatus (Steindachner, 1877)
- Unterfamilie Ariinae
  - Incertae sedis Ariinae
    - Occidentarius Betancur-R. & Acero P. 2007
      - Occidentarius platypogon (Günther 1864)

  - Tribus Cathoropsini
    - Cathorops Jordan et Gilbert, 1883.
      - Cathorops agassizii (Eigenmann & Eigenmann, 1888)
      - Cathorops aguadulce (Meek, 1904)
      - Cathorops arenatus (Valenciennes, 1840)
      - Cathorops belizensis (Marceniuk & Betancur-R., 2008)
      - Cathorops dasycephalus (Günther, 1864)
      - Cathorops festae (Boulenger, 1898)
      - Cathorops fuerthii (Steindachner, 1877)
      - Cathorops higuchii (Marceniuk & Betancur-R., 2008)
      - Cathorops hypophthalmus (Steindachner, 1877)
      - Cathorops kailolae (Marceniuk & Betancur-R., 2008)
      - Cathorops laticeps (Günther, 1864)
      - Cathorops manglarensis (Marceniuk, 2007)
      - Cathorops mapale (Betancur-R. & Acero, 2005)
      - Cathorops melanopus (Günther, 1864)
      - Cathorops multiradiatus (Günther, 1864)
      - Cathorops puncticulatus (Valenciennes in Cuvier & Valenciennes, 1840)
      - Cathorops spixii (Agassiz, 1829)
      - Cathorops steindachneri (Gilbert & Starks, 1904)
      - Cathorops tuyra (Meek & Hildebrand, 1923)
      - Cathorops variolosus (Valenciennes a Cuvier & Valenciennes, 1840)

    - Notarius (Gill, 1863)
      - Notarius ambrusteri (Bentacur-R. & Acero P., 2006)
      - Notarius biffi (Betancur & Acero, 2004)
      - Notarius bonillai (Miles, 1945)
      - Notarius grandicassis (Valenciennes, 1840)
      - Notarius kessleri (Steindachner, 1877)
      - Notarius lentiginosus (Eigenmann & Eigenmann, 1888)
      - Notarius luniscutis (Valenciennes, 1840)
      - Notarius neogranatensis (Acero P. & Betancur-R., 2002)
      - Notarius osculus (Jordan & Gilbert, 1883)
      - Notarius parkeri (Traill, 1832)
      - Notarius phrygiatus (Valenciennes, 1840)
      - Notarius planiceps (Steindachner, 1877)
      - Notarius quadriscutis' (Valenciennes, 1840)
      - Notarius rugispinis (Valenciennes, 1840)
      - Notarius troschelii (Gill, 1863)

  - Tribus Genidentini
    - Chinchaysuyoa Marceniuk et al., 2019[4]
      - Chinchaysuyoa labiata (Boulenger, 1898)
      - Chinchaysuyoa ortegai (Marceniuk et al., 2019)

    - Genidens Castelnau, 1855.Genidens barbusGenidens genidens

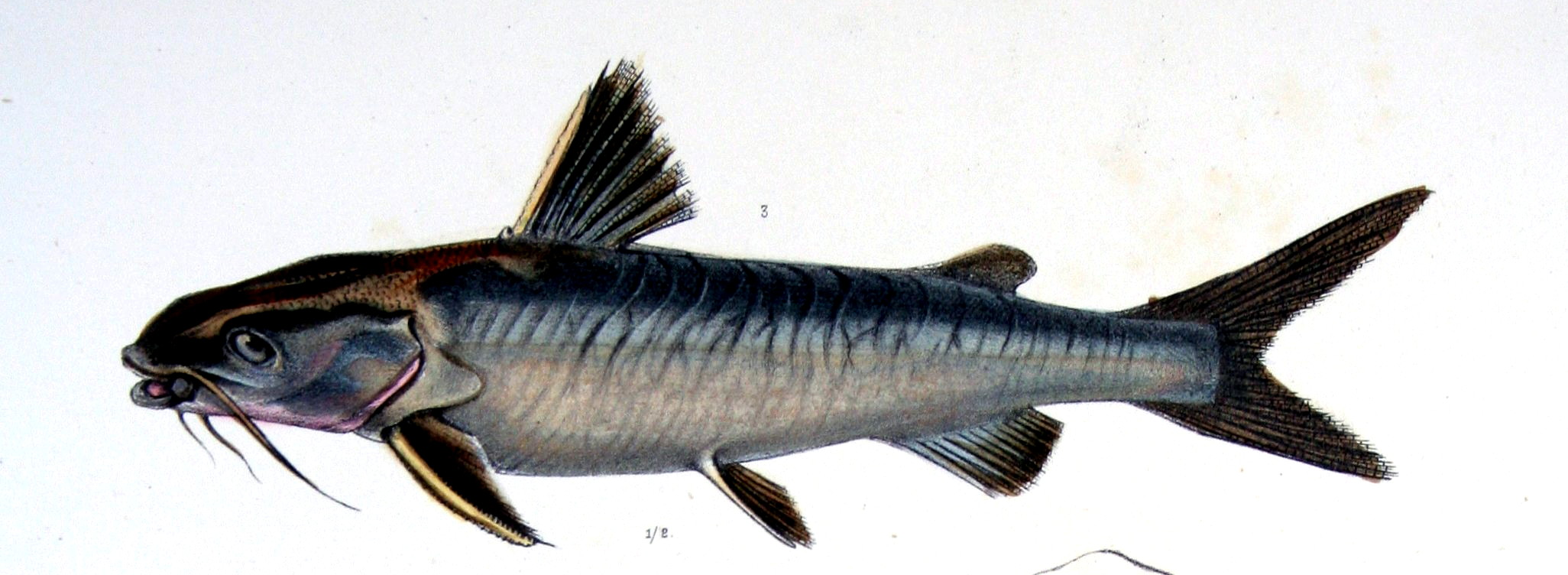
Genidens barbus

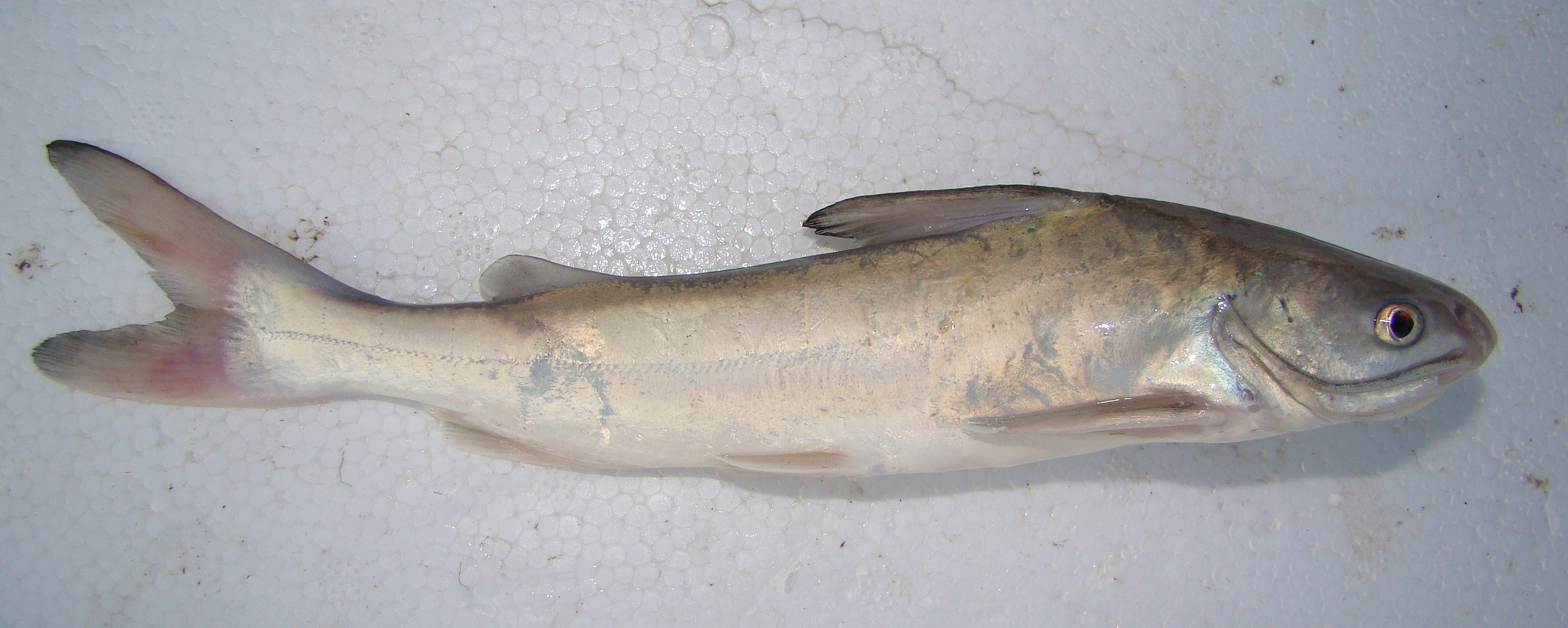
Genidens genidens

      - Genidens barbus (Lacépède, 1803)
      - Genidens genidens (Cuvier, 1829)
      - Genidens machadoi (Miranda Ribeiro, 1918)
      - Genidens planifrons (Higuchi, Reis & Araújo, 1982)

    - Paragenidens Hubbs & Miller, 20190.
      - Paragenidens grandoculis (Steindachner, 1877)

  - Tribus Sciadeini
    - Ariopsis Gill, 1861.Ariopsis felis

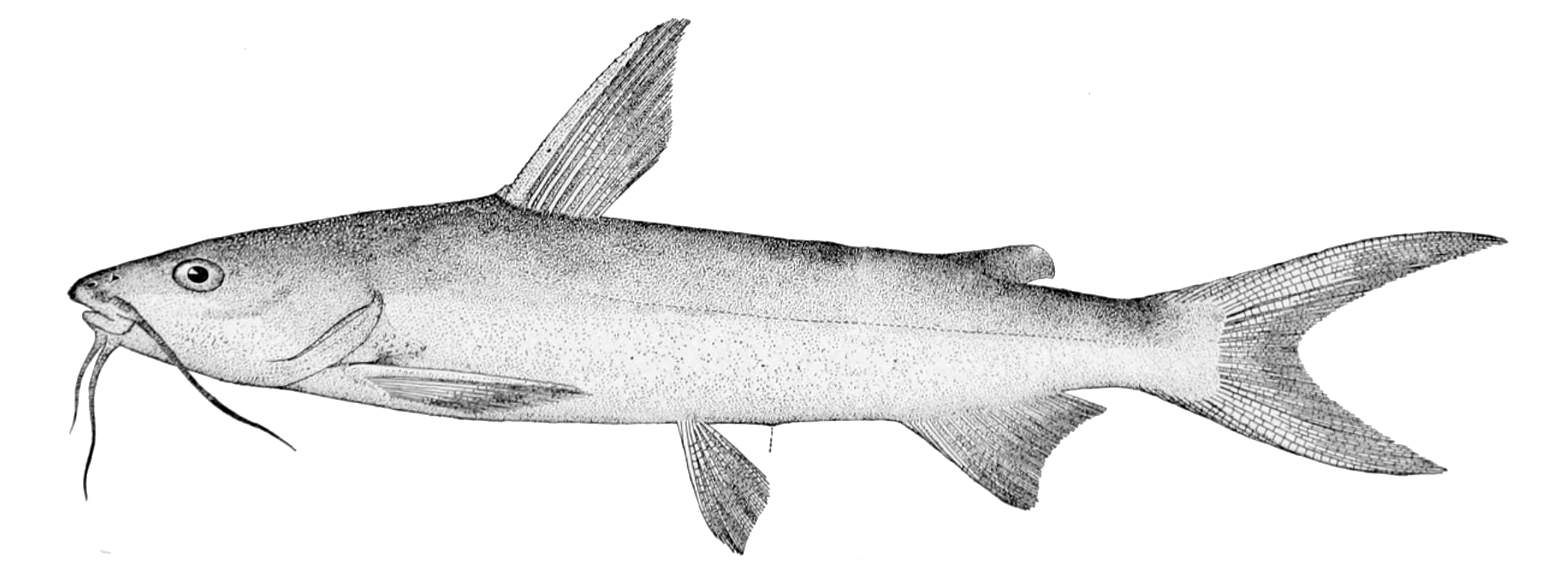
Ariopsis felis

      - Ariopsis bonillai (Miles, 1945)
      - Ariopsis canteri Marceniuk et al., 2017
      - Ariopsis felis (Linnaeus, 1766)
      - Ariopsis jimenezi Marceniuk et al., 2017
      - Westamerikanischer Kreuzwels (Ariopsis seemanni (Günther, 1864))

    - Potamarius Hubbs & Miller, 1960.
      - Potamarius izabalensis (Hubbs & Miller, 1960)
      - Potamarius nelsoni (Evermann & Goldsborough, 1902)
      - Potamarius usumacintae (Betancur-R & Willink, 2007)

    - Sciades Müller & Troschel, 1849.
      - Sciades assimilis (Günther, 1864)
      - Sciades couma (Valenciennes, 1840)
      - Sciades dowii (Gill, 1863)
      - Sciades emphysetus (Müller & Troschel, 1849)
      - Sciades guatemalensis (Günther, 1864)
      - Sciades herzbergii (Bloch, 1794)
      - Sciades hymenorrhinos (Bleeker, 1862)
      - Sciades passany (Valenciennes, 1840)
      - Sciades paucus (Kailola, 2000)
      - Sciades platypogon (Günther, 1864)
      - Sciades proops (Valenciennes, 1840)
      - Sciades troschelii (Gill, 1863)

  - Tribus Ariini Bleeker, 1858 (Gattungen und Arten der Unterfamilie Ariinae aus der Alten Welt)
    - Ariini incertae sedis
      - Carlarius Marceniuk & Menezes 2007
        - Carlarius heudelotii (Valenciennes, 1840)

      - Netuma Bleeker, 1858.Netuma thalassina

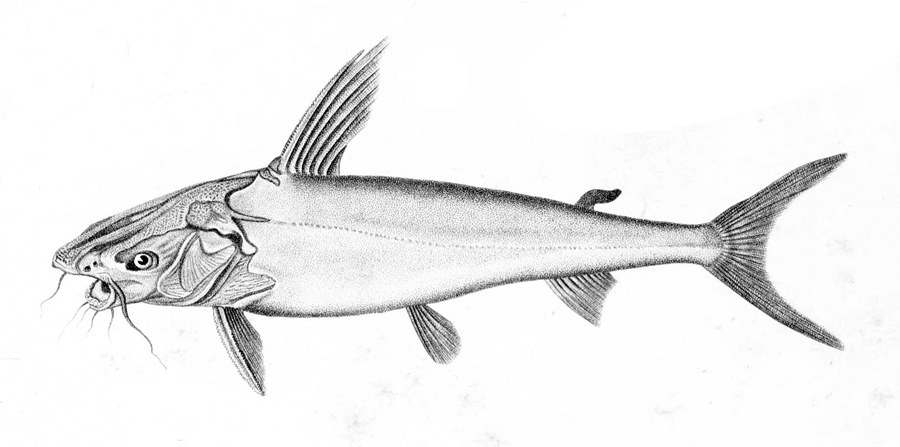
Netuma thalassina

        - Netuma aulometopon (Fowler, 1915)
        - Netuma bilineata (Valenciennes, 1840)
        - Netuma hassleriana (Borodin, 1934)
        - Netuma proxima (Ogilby, 1889)
        - Netuma thalassina (Rüppell, 1837)

      - Plicofollis Kailola, 2004.
        - Plicofollis argyropleuron (Valenciennes, 1840)
        - Plicofollis crossocheilos (Bleeker, 1846)
        - Plicofollis dussumieri (Valenciennes, 1840)
        - Plicofollis magatensis (Herre, 1926)
        - Plicofollis nella (Valenciennes, 1840)
        - Plicofollis platystomus (Day, 1877)
        - Plicofollis polystaphylodon (Bleeker, 1846)
        - Plicofollis tenuispinis (Day, 1877)
        - Plicofollis tonggol (Bleeker, 1846)

    - Untertribus Ariina Bleeker, 1858
      - Arius Valenciennes in Cuvier & Valenciennes, 1840.
        - Arius acutirostris Day, 1877
        - Arius africanus Günther, 1867
        - Arius arenarius (Müller & Troschel, 1849)
        - Arius arius (Hamilton, 1822)
        - Arius brunellii Zollezi, 1939
        - Arius cous Hyrtl, 1859
        - Arius dispar Herre, 1926
        - Arius gagora (Hamilton, 1822)
        - Arius gagorides (Valenciennes, 1840)
        - Arius jatius (Hamilton, 1822)
        - Arius jella Day, 1877
        - Arius maculatus (Thunberg, 1792)
        - Arius malabaricus Day, 1877
        - Arius manillensis Valenciennes, 1840
        - Arius microcephalus Bleeker, 1855
        - Arius oetik Bleeker, 1846
        - Arius subrostratus Valenciennes, 1840
        - Arius venosus Valenciennes, 1840

      - Batrachocephalus Bleeker, 1846.
        - Batrachocephalus mino (Francis Buchanan-Hamilton, 1822)

      - Betancurichthys
        - Betancurichthys festinus (Ng & Sparks, 2003)
        - Betancurichthys madagascariensis (Vaillant, 1894)
        - Betancurichthys uncinatus (Ng & Sparks, 2003)

      - Cephalocassis Bleeker, 1857.
        - Cephalocassis borneensis (Bleeker, 1851)
        - Cephalocassis jatia (Francis Buchanan-Hamilton, 1822)
        - Cephalocassis manillensis (Valenciennes, 1840)
        - Cephalocassis melanochir (Bleeker, 1852)

      - Cryptarius Kailola, 2004.
        - Cryptarius daugueti (Chevey, 1932)
        - Cryptarius truncatus (Valenciennes, 1840)

      - Jayaramichthys
        - Jayaramichthys leptonotacanthus (Bleeker, 1849)

      - Kyataphisa
        - Kyataphisa nenga (Hamilton, 1822)

      - Hemiarius Bleeker, 1862
        - Hemiarius verrucosus (Ng, 2003)

      - Hemipimelodus Bleeker, 1857.
        - Hemipimelodus bicolor (Fowler, 1935)
        - Hemipimelodus borneensis (Bleeker, 1851)
        - Hemipimelodus jatius (Francis Buchanan-Hamilton, 1822)
        - Hemipimelodus macrocephalus (Bleeker, 1858)
        - Hemipimelodus manillensis (Valenciennes, 1840)
        - Hemipimelodus sundanensis (Hardenberg, 1948)

      - Hexanematichthys Bleeker, 1858.Hexanematichthys sagor

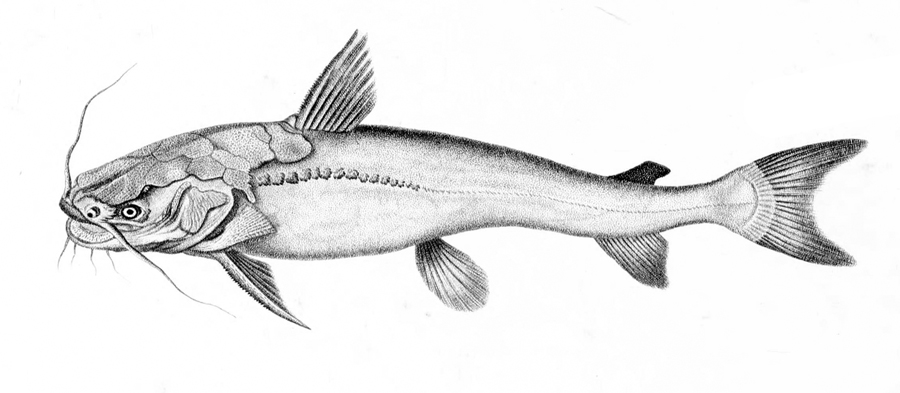
Hexanematichthys sagor

        - Hexanematichthys dowii (Gill, 1863)
        - Hexanematichthys leptocassis (Bleeker, 1861)
        - Hexanematichthys sagor (Francis Buchanan-Hamilton, 1822)
        - Hexanematichthys sundaicus (Bleeker, 1858)
        - Hexanematichthys surinamensis (Bleeker, 1862)

      - Ketengus Bleeker, 1847.
        - Ketengus typus (Bleeker, 1847)

      - Osteogeneiosus Bleeker, 1846.Osteogeneiosus militaris

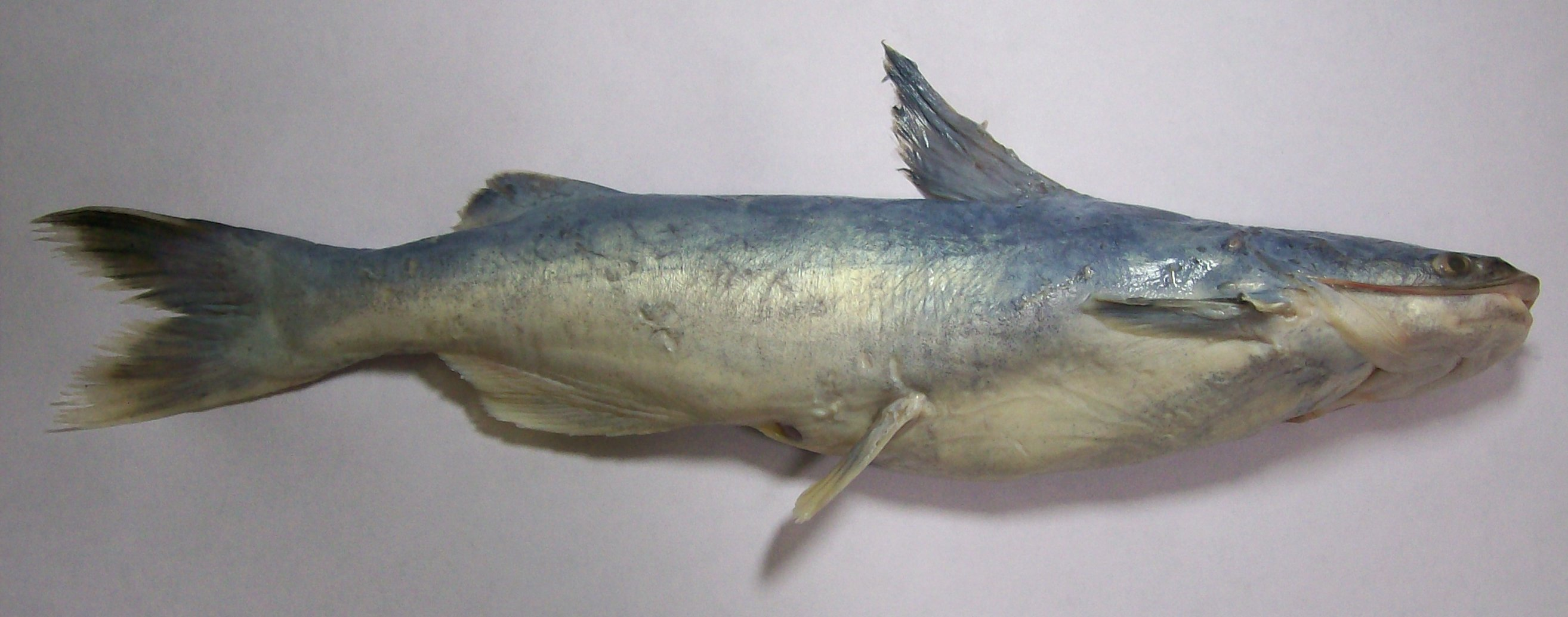
Osteogeneiosus militaris

        - Osteogeneiosus blochii (Bleeker, 1846)
        - Osteogeneiosus cantoris (Bleeker, 1854)
        - Osteogeneiosus gracilis (Bleeker, 1846)
        - Osteogeneiosus ingluvies (Bleeker, 1846)
        - Osteogeneiosus longiceps (Bleeker, 1846)
        - Osteogeneiosus militaris (Linnaeus, 1758)
        - Osteogeneiosus valenciennesi (Bleeker, 1846)

      - Pseudosciades
        - Pseudosciades sona (Francis Buchanan-Hamilton, 1822)

    - Untertribus Doiichthyina Weber, 1913
      - Aceroichthys
        - Aceroichthys dioctes Kailola, 2000

      - Bleekeriella
        - Bleekeriella leptaspis Bleeker, 1862

      - Brustiarius Herre, 1935.
        - Brustiarius nox (Herre, 1935)
        - Brustiarius solidus (Herre, 1935)

      - Cinetodus Ogilby, 1898.
        - Cinetodus froggatti (Ramsay & Ogilby, 1886)

      - Cochlefelis (Whitley, 1941)
        - Cochlefelis burmanicus (Day, 1870)
        - Cochlefelis danielsi (Regan, 1908)
        - Cochlefelis spatula (Ramsay & Ogilby, 1886)

      - Doiichthys
        - Doiichthys novaeguineae (Weber, 1913)

      - Nedystoma Ogilby, 1898.
        - Nedystoma dayi (Ramsay & Ogilby, 1886)
        - Nedystoma novaeguineae (Weber, 1913)

      - Nemapteryx Ogilby, 1908.
        - Nemapteryx armiger (De Vis, 1884)
        - Nemapteryx augusta (Roberts, 1978)
        - Nemapteryx bleekeri (Popta, 1900)
        - Nemapteryx caelata (Valenciennes, 1840)
        - Nemapteryx macronotacantha (Bleeker, 1846)
        - Nemapteryx nenga (Francis Buchanan-Hamilton, 1822)

      - Neoarius (Castelnau, 1878)
        - Neoarius berneyi (Whitley, 1941)
        - Neoarius coatesi (Kailola, 1990)
        - Neoarius graeffei (Kner & Steindachner, 1867)
        - Neoarius hainesi Kailola, 2000
        - Neoarius midgleyi (Kailola & Pierce, 1988)
        - Neoarius pectoralis (Kailola, 2000)
        - Neoarius taylori (Roberts, 1978)
        - Neoarius utarus (Kailola, 1990)
        - Neoarius velutinus (Weber, 1907)

      - Megalosciades
        - Megalosciades augustus Roberts, 1978.

      - Pachyula Ogilby, 1898
        - Pachyula conorhynchus (Weber, 1913)
        - Pachyula crassilabris (Ramsay & Ogilby, 1886)

      - Paracinetodus
        - Paracinetodus carinatus (Weber, 1913)

      - Pararius Whitley, 1940
        - Pararius mastersi (Ogilby, 1898)
        - Pararius proximus (Ogilby, 1898)

      - Papuarius
        - Papuarius latirostris (Macleay, 1883)

      - Potamosilurus (Marceniuk & Menezes, 2007)
        - Potamosilurus macrorhynchus (Weber, 1913)